# Sociologia utópica real
A Sociologia Utópica Real é uma ciência social emancipatória criada e praticada por Erik Olin Wright, um estudioso de estudos utópicos [en]. A aparente contradição em seu nome é intencional: essa sociologia busca identificar projetos utópicos existentes e avaliar seu potencial para substituir sistemas de dominação, particularmente como uma estratégia anticapitalista. Em termos simples, a sociologia utópica real é o estudo de modelos utópicos viáveis para a sociedade e os caminhos para alcançá-los.

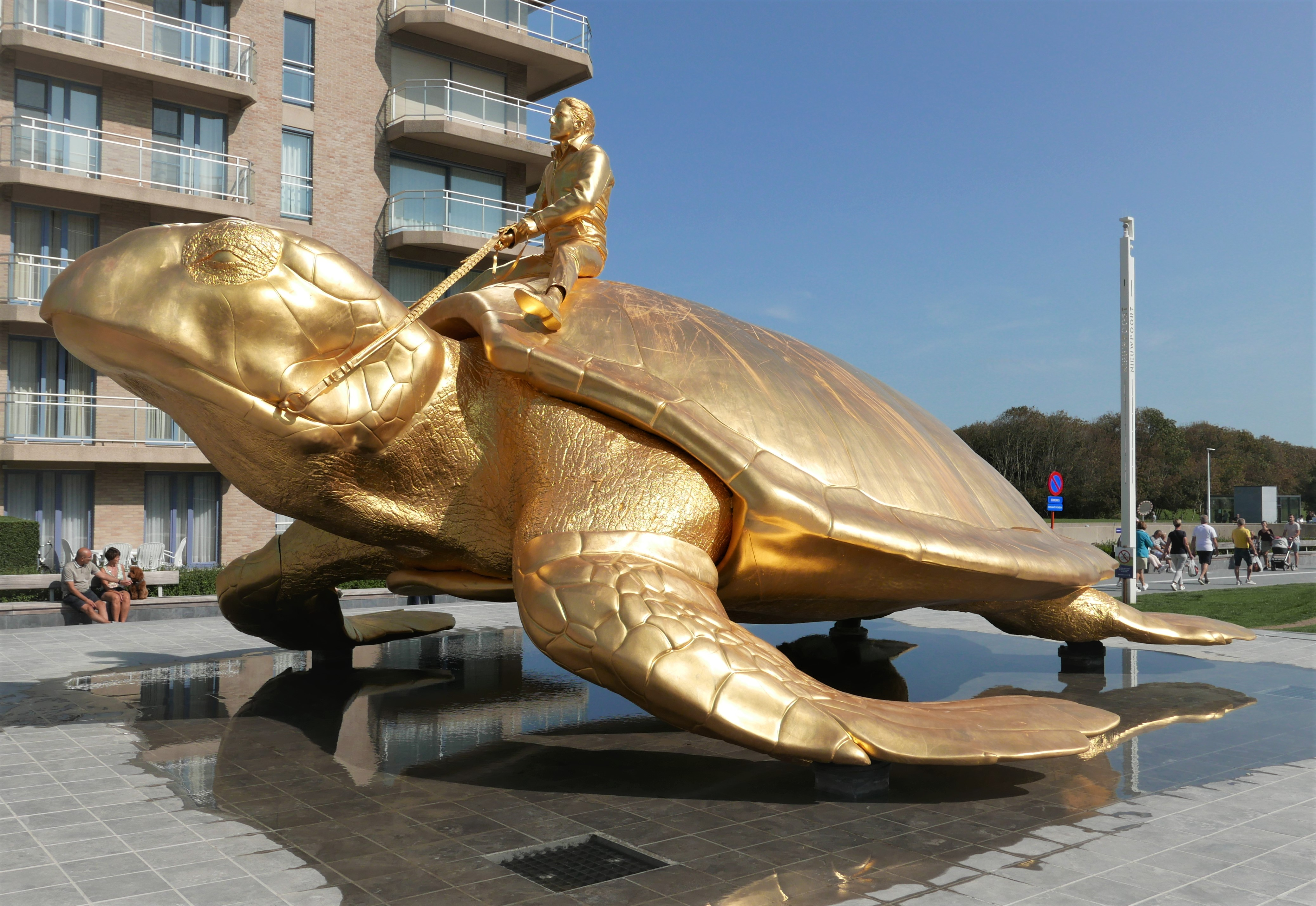
Escultura "Searching for Utopia", de Jan Fabre, Nieuwpoort, Bélgica.

## Visão geral
A partir de 1991, Wright organizou uma série de conferências-workshops conhecidas como O Projeto Utopias Reais, que modelam a prática da sociologia utópica real. As conferências são patrocinadas pelo A.E. Havens Center for Social Justice na Universidade de Wisconsin–Madison e estruturadas em torno de "um manuscrito provocativo que delineia os contornos básicos de uma proposta institucional radical". Esse manuscrito é enviado a 15–20 estudiosos, que escrevem ensaios sobre o tema. Antes da conferência, esses ensaios são distribuídos a todos os participantes e, durante o evento, cada um é discutido. Após a conferência, os participantes têm a oportunidade de revisar seus trabalhos antes que sejam coletivamente publicados na série Real Utopias Project da Verso; com exceção dos artigos da primeira conferência de 1991, que não foram publicados como uma série.
Os tópicos de conferências anteriores incluem: Renda Básica Universal; Associações Secundárias e Governança Democrática; Um Modelo para Socialismo de Mercado, organizado em torno do livro A Future for Socialism, em vez de um manuscrito; Redistribuição Eficiente no Capitalismo Avançado; Aprofundando a Democracia; Repensando a Redistribuição; Pensões e o Controle da Acumulação de Capital; Instituições para o Egalitarismo de Gênero: Criando Condições para Famílias com Dois Ganhadores/Dois Cuidadores Egalitários; Legislatura por Sorteio; Caminhos para uma Economia Cooperativa; e Democratizando as Finanças.